# Katići (Ivanjica)
Katići (Servisch cyrillisch Катићи) is een plaats in de Servische gemeente Ivanjica. De plaats telt 125 inwoners (2002).